# Asociación Numismática Española
La Asociación Numismática Española (ANE) es una institución dedicada al campo de la numismática. Su sede se encuentra actualmente en Barcelona.

## Historia
La asociación se fundó el 27 de marzo de 1955, aunque se empezó a gestar con más de un año de antelación. La comisión organizadora se constituyó el 6 de febrero de 1954.
De entre las anotaciones más antiguas conservadas en el archivo de la Asociación, una en particular, fechada el 20 de marzo de 1954, escrita por F. Xavier Calicó Rebull y dirigida a Joan Baucis Tulla, como Secretario de la Comisión Organizadora, tiene especial interés por referirse a la adopción del nombre de la Asociación. Dice así:
«...Si se adopta el nombre ya hablado, de «Asociación Española de Numismática», las iniciales AEN son igual, al final, que las de la SIAEN, lo que no me gusta mucho. Quizás no estaría mal adoptar otro, p.e. «ASOCIACIÓN NUMISMÁTICA ESPAÑOLA», ya que su anagrama ANE queda bonito. Esto no es lo mismo que decir «Asociación de Numismática Española» que parece que sólo se ocupe de monedas españolas. Quede claro que no se trata de una cuestión de gabinete; simplemente es un intento de simplificar problemas».[cita requerida]
Así se conoce como se discutió el nombre de la asociación antes de decidirse por el definitivo en los primeros impresos que se remitieron a los socios, fechados el 20 de marzo de 1954, constando en el membrete el  como «Asociación Española de Numismática».
El 26 de junio de 1954, el secretario provisional, Joan Baucis Tulla, emitía un documento de nueve hojas bajo el título de Gestión de la Comisión Organizadora y Comité Coordinador para la fundación de la Asociación Numismática Española donde se exponía las intenciones y actividades que se estaban llevando a cabo con este fin. De esta forma se llevó a cabo la adecuación del futuro local social, con un minucioso relato de los detalles. Se proponía la adopción del logotipo ANE, que aún es vigente, consistente en el anverso de la dracma de Rosas (Gerona) y considerada como la primera moneda emitida en España, donde se muestra la cabeza de perfil de una divinidad helénica y el nombre de la Asociación a su alrededor. También se acordaba editar una medalla conmemorativa, que, posteriormente, se realizó en bronce con módulo de 70 mm y un peso de 249 g, en los Talleres Exametal, de Barcelona, con una tirada de 300 ejemplares, en cuyo reverso se glosó el verso de Ovidio: '...novus accensu fungitur igne focus' (...el nuevo hogar se inflama con la llama encendida), la puesta en marcha de exposiciones-concurso, exposiciones públicas, subastas, venta a precios fijos, publicaciones, conferencias y una biblioteca, entre otras.
En este texto se citaba que el número de adhesiones a 21 de junio de 1954 era de 156, de las cuales 15 eran Socios Fundadores Protectores (Joan Baucis Tulla, Javier Conde Garriga, Carlos Ruiz de Larramendi, Alfredo Boada Salieti, F. Xavier Calicó Rebull, Jaume Colomer Monset, Joan Valentí Baulés, Fernando Calicó Rebull, Bartolomé Vila Servet, Javier Espadaler Serra, Manuel Peris Aparicio, Francisco J. de Lacambra Estany, Joan Almirall Barril, Eugenio García García, Hans M.F. Schulman y el Museo Biblioteca de la F.N.M.T.), 46, Socios Fundadores, 87 Socios de Número y 7 Aspirantes, dando una lista detallada de todos ellos, cerrada a 14 de mayo de 1954, con lugar de residencia y, en algunos casos, sus actividades profesionales. La fecha límite provisional estaba señalada con el fin de cerrar la propuesta de constitución al efecto de poder ser presentada a las Autoridades Gubernativas, pero dejaba lapuerta abierta a nuevas inscripciones en cada categoría hasta el día que tuviese lugar la Junta Constitutiva, una vez aprobados los Estatutos, que sería el 27 de marzo de 1955.
La Comisión Organizadora que se hizo cargo de tramitar toda la documentación oficial y de realizar la redacción de los Estatutos Fundacionales estuvo integrada por 11 personas: Joan Baucis Tulla, Alfredo Boada Salieti, F. Xavier Calicó Rebull, Jaume Colomer Monset, Javier Conde Garriga, Fernando Gimeno Rua, Marcelo Loyola, Jaime Lluis Navas Brusi, Carlos Ruis de Larramendi, Manuel Torra Brunet y Juan Valentí Baulés. No se tiene constancia del día de aprobación de los estatutos Fundacionales, pero sí del día de presentación en el Organismo correspondiente. Fue el 22 de febrero de 1955.
Es de destacar, por su importancia,lo citado en el título I de dichos Estatutos donde se lee lo que sería, es y será el rumbo de la Asociación:
Constitución, denominación, objeto y domicilio de la Sociedad: Art. 1º. Se constituye una Asociación de coleccionistas, estudiosos y aficionados a la Numismática y ciencias afines que se denominará ASOCIACIÓN NUMISMÁTICA ESPAÑOLA, la cual tendrá el domicilio en Barcelona, calle Moncada 12 principal. Art. 2º. El objetivo de la misma será: a) Fomentar el coleccionismo en las distintas ramas de la Ciencia Numismática, en su más amplio sentido, especialmente en lo que se refiere a las monedas y medallas y lo a ellas concerniente, papel moneda y materiales de historia monetaria, mediante una amplia labor de divulgación y una metódica y continuada tarea cultural entre los Socios de la Entidad y la afición numismática en general.
Posteriormente, el 18 de diciembre de 1979, los Estatutos fueron modificados añadiéndose, entre otros varios conceptos, uno referente al citado artículo 1º, que cita «Se constituye una Asociación, sin ánimo de lucro...», y que configura definitivamente el espíritu real de la entidad. En la actualidad, los Estatutos han sido renovados y aprobados en la Asamblea General Extraordinaria celebrada el día 2 de marzo de 2004, adaptándolos a los nuevos tiempos pero manteniendo la filosofía de los socios fundadores.
Cabe destacar, entre otros, la categoría de los Socios de Honor, incorporando a ella antiguos Socios Fundadores Protectores, que contribuyeron con 1000 pesetas de cuota de entrada, y los Socios Fundadores, que lo hicieron con 500 pesetas, sin renuncia de los atributos y prebendas de su grado. Además se crea, asimismo, la categoría de Socios Mecenas, que serán aquellas personas o instituciones que, a juicio de la Junta Directiva, sean merecedoras de tal distinción. Del mismo modo, se incluirán en dicho grupo, convenientemente diferenciados, los actuales Socios Vitalicios, Vitalicios-Protectores y los Miembros Correspondientes, aunque manteniendo sus especiales características con el carácter original con que fueron creados.
La inauguración oficial se efectuó los días 25 de mayo y 6 de junio de 1955. Como hechos relevantes a lo largo de la historia se ha de mencionar que el 30 de septiembre de 1955 se acuerda crear un boletín, aún sin nombre concreto, que daría lugar a la revista actual de más de 180 números editados y con respetada fama internacional, Gaceta Numismática, cuya creación fue aprobada el año 1966 y su primer número vio la luz el 25 de abril de 1967.
En 1957 se traslada la sede a Paseo de Gracia, 25, 2º. En 1959 se crean las Tertulias Numismáticas de la mano de Leandre Villaronga. En 1960 se registra el nombre y logotipo de ANE, y este mismo año se crea y otorga el primer premio Javier Conde Garriga a la mejor obra de Numismática editada el año anterior a recibir el premio. Este primer fue para Felipe Mateu y Llopis. Y se lleva a cabo el tercer traslado de sede a la calle Lauria n.º 53. En el año 1962 y 1963 se vincula al Instituto «Antonio Agustín» de Numismática del Consejo Superior de Investigaciones Científicas (CSIC) y se firma un convenio por el cual la revista de éste Numario Hispánico sea a la vez un órgano de la ANE. En 1963 se abren caminos de colaboración internacional a través de la Comission de lutte contre les falsifications modernes y de la Asociación Internacional de Numismáticos Profesionales (AINP) ambas con sede en Ámsterdam, que solicitan ayuda a la entidad y cuya reunión se celebró en París en 1965. En 1964 el ayuntamiento de Perpiñán le otorga una placa como reconocimiento a su labor.
En 1966 gana el juicio contra la recién creada "Numismática Española, S.A." por usurpación de nombre.[cita requerida] En 1967 se crea la Medalla Presidencial que será otorgada a aquellos socios que realicen un trabajo intenso en pro de la ciencia numismática. Llegado el 1968 se creó el «Premio Internacional de Honor» que fue el antecesor del actual y más importante reconocimiento que otorga la Asociación a la distinción numismática, el «Excelente al Mérito Numismático», que se otorgaría a partir de 1995.
El 14 de julio de 1977 se crean las Semanas Nacionales de Numismática, que continúa llevándose a cabo actualmente con más de 35 ediciones. En el año 1981 se crea el premio «Juan Baucis» al mejor coleccionista. En 1982 se lleva a cabo la compra del local de la actual sede en Gran Via de Les Corts Catalanes, y se instituye el premio «Ruiz de Larramendi». En 1989 se inicia el proceso de informatización a través de un convenio con IBM. En el año 1990 se firma un Convenio de Colaboración con el área de Historia Medieval de la Universidad Autónoma de Barcelona. Este mismo año se informatiza toda la documentación de ANE, en 1991 entra la actual administradora, Gloria Puig. A mediados del 1992 se crea el Patronato de la entidad para la publicación de libros.
El 9 de enero de 1997 es elegido presidente, Josep Pellicer i Bru. En 1999 se empiezan a impartir clases de numismática a alumnos universitarios en la sede de la Asociación y comienza la aventura de la misma en el universo de Internet de mano del Enrique Rubio Santos (1952-2012).

## Presidentes y Presidentes de Honor de ANE
| Periodo           | Presidente                          | Periodo     | Presidente                                             |
| ----------------- | ----------------------------------- | ----------- | ------------------------------------------------------ |
| (1955—1975)       | Carlos Ruiz de Larramendi y Catalán | (1975—1982) | Francisco José de Lacambra y Estany, Conde de Lacambra |
| (1983—1996)       | Ramón Martí Cot                     | (1996—2019) | Josep Pellicer i Bru                                   |
| (2019—actualidad) | Simeón García-Nieto Conde           |             |                                                        |

| Periodo     | Presidente de Honor                                    | Periodo     | Presidente de Honor                 |
| ----------- | ------------------------------------------------------ | ----------- | ----------------------------------- |
| (1955—1975) | Luis Auguet Durán                                      | (1975—1978) | Carlos Ruiz de Larramendi y Catalán |
| (1978—1980) | Joan Baucis Tulla                                      | (1980—1983) | Xavier Calicó Rebull                |
| (1983—1984) | Francisco José de Lacambra y Estany, Conde de Lacambra | (1984—1998) | Felipe Mateu y Llopis               |
| (1998—2006) | Antonio Beltrán Martínez                               | (2006—2015) | María Ruiz Trapero                  |